# ماساکو فوریوچی
ماساکو فوریوچی (به ژاپنی: 古市雅子،  زادهٔ ۲۰ اکتبر ۱۹۹۶) یک کشتی‌گیر آزادکار کشور ژاپن است.
از افتخارات وی می‌توان به کسب مدال طلا مسابقات قهرمانی کشتی جهان ۲۰۲۱ و دو مدال برنز مسابقات قهرمانی کشتی جهان ۲۰۱۹ و مسابقات قهرمانی کشتی جهان ۲۰۲۲ اشاره کرد.